# Ghalamallah Laribi
Ghalamallah Laribi, né le 16 mars 1907 à Relizane et mort le 27 mars 1965 à Alger, est un homme politique français.

## Mandats
- Député d'Oran (1946-1951)[1].